# مینتریستا (مینه‌سوتا)
مینتریستا (به انگلیسی: Minnetrista) شهری در شهرستان هنپین ایالت مینه‌سوتا در کشور ایالات متحده آمریکا است که جمعیت آن در سرشماری سال ۲۰۱۰ میلادی، ۶۳۸۴ نفر بوده‌است.